# ヘンリー・シンジョン (第13代ブレッツォのシンジョン男爵)
第13代ブレッツォのシンジョン男爵ヘンリー・ビーチャム・シンジョン（英語: Henry Beauchamp St John, 13th Baron St John of Bletso FLS、1758年8月2日 – 1805年12月18日）は、イングランド貴族。

## 生涯
第12代ブレッツォのシンジョン男爵ジョン・シンジョンと妻スザンナ・ルイーザ（Susanna Louisa、旧姓シモンド（Simond）、1725年ごろ – 1805年10月17日 バース、ピーター・シモンドの娘）の次男（長男ジョン・ピーターは1760年に4歳で没）として、1758年8月2日にノーサンプトンシャーのウッドフォードで生まれた。1767年4月20日に父が死去すると、ブレッツォのシンジョン男爵位を継承した。
1780年12月2日、エマ・マリア・エリザベス・ウィットブレッド（Emma Maria Elizabeth Whitbread、1825年7月10日没、サミュエル・ウィットブレッドの次女）と結婚、1男4女をもうけた。
- 男子（1784年ごろ – 1791年3月 エクセター[1]）
- エマ（1865年7月23日没） - 1806年、ジョン・フォスター（John Foster、1865年までに没、聖職者）と結婚[2]
- オーガスタ（1813年1月30日没） - サー・ジョン・ヴォーン（英語版）と結婚、子供あり[2]
- マーガレット・レティシア・マティルダ（1868年3月5日没） - 1813年4月20日、サー・アルバート・ペル（Sir Albert Pell、1832年9月6日没）と結婚、子供あり[2]
- バーバラ（1855年5月15日没） - 1813年7月20日、トマス・ベッドフォード（Thomas Bedford、1816年3月9日没）と結婚[2]

ロンドン・リンネ協会フェローに選出された。
1805年12月19日に死去、息子が早世したため弟セント・アンドルーが爵位を継承した。